# Битва під Мариньяно (1515)
Битва під Мариньяно — ключова битва війни Камбрейської ліги за володіння герцогством Міланським. Битва відбулася 13-14 вересня 1515 року поблизу міста Мариньяно (зараз — Меленьяно, на південний схід від Мілана) між армією французького короля Франциска I, яка включала в себе загони венеційців та німецьких найманців та швейцарськими найманцями міланського герцога Массіміліано Сфорца.

## Передісторія
1 січня 1515 королем Франції став молодий Франциск Ангулемський, який буде правити під ім'ям Франциска I. Під час коронації Франциск прийняв на себе також титул герцога Міланського, підтвердивши тим самим династичні претензії свого попередника Людовика XII на Мілан. Не лякаючись невдач, які переслідували французьку армію на Апеннінах в останні роки життя Людовика, влітку 1515 Франциск I відновив союз з Венецією і зібрав нову армію в Дофіне. Вона налічувала 40000 воїнів і близько 70 гармат. Командували армією сам король і маршал Джан Джакомо Тривульціо.
Сили антифранцузької коаліції (Іспанія, Папська область і швейцарці, фактичні господарі Мілана) зайняли головні альпійські перевали. Але французи, за порадою Тривульціо, проникли в Паданську рівнину через Аржантьєрський перевал і долину Стуре. Поблизу Віллафранка 12 серпня загін французів оточив і змусив капітулювати корпус міланської кавалерії, в полон потрапив його командувач — знаменитий кондотьєр Просперо Колона. Отримавши звістку про це, швейцарці відступили в Мілан.
Армія короля Франції безперешкодно захопила західну частину Міланського герцогства. Незабаром Франциск I підійшов до столиці Ломбардії і розбив свій табір у Мариньяно, чекаючи союзників-венеційців. 8 вересня між королем і конфедерацією був укладено мирну угоду, за якою Мілан переходив під контроль Франції.
Однак папському агенту кардиналу Шиннеру вдалося налаштувати проти договору частину швейцарських військ, що недавно прибули з-за Альп. Більш 20000 швейцарців, натхнених перспективою багатої здобичі, вийшли з міста через Римські ворота й рушили на французький табір.

## Хід битви

### 13 вересня
Швейцарці досягли Мариньяно вранці 13 вересня. Вони вирішили застосувати свою звичайну тактику, яка вже принесла їм успіх проти військ короля Франції в битві при Новаре: з ходу атакувати ворожий табір зімкнутими колонами пікінерів. Щоб забезпечити собі перевагу раптовості, швейцарські офіцери наказали рухатися безшумно, без звичайного бою барабанів.
Але французи вчасно дізналися про наближення небезпеки. Піхота, більшу частину якої складали ландскнехти, вишикувалася в бойовий порядок, приготувавшись до початку битви. Проте швейцарці провели швидку атаку і захопили кілька французьких гармат. Але розвинути успіх вони не змогли — завадила атака важкої французької кавалерії на чолі з Франциском, яка завдала удару у фланг. У той же час ландскнехти, які охороняли гармати, контратакували і витіснили швейцарців зі своїх позицій. Так зірвався початковий план захисників Мілана — вони не змогли першою ж атакою захопити французький табір і нейтралізувати ворожу артилерію.
Тепер швейцарці були змушені відступити і робити нові атаки на французькі укріплення. Але вони також не увінчалися рішучим успіхом. Фронтальна лінія табору французів була звернена на відкриту місцевість, яка відмінно прострілювалася — це послаблювало атакуючий порив супротивника. Французькі жандарми під командуванням короля і Луї де Ла Тремуйль не припиняли завдавати швейцарцям флангових ударів. « Таким шляхом було зроблено 30 славних атак, і ні про одну в майбутньому не можна було сказати, що від кінноти не більш користі, ніж від зайців в обладунках », — пізніше писав матері Франциск I.
Все це призвело до того, що швейцарці так і не змогли увірватися в табір французів. Бій тривав увесь день до півночі, коли через пил, пороховий дим і настання темряви видимість впала настільки, що продовжувати битву було неможливо. Сторони уклали перемир'я і зупинилися на відпочинок недалеко один від одного; Франциск I спав на лафеті.

### 14 вересня

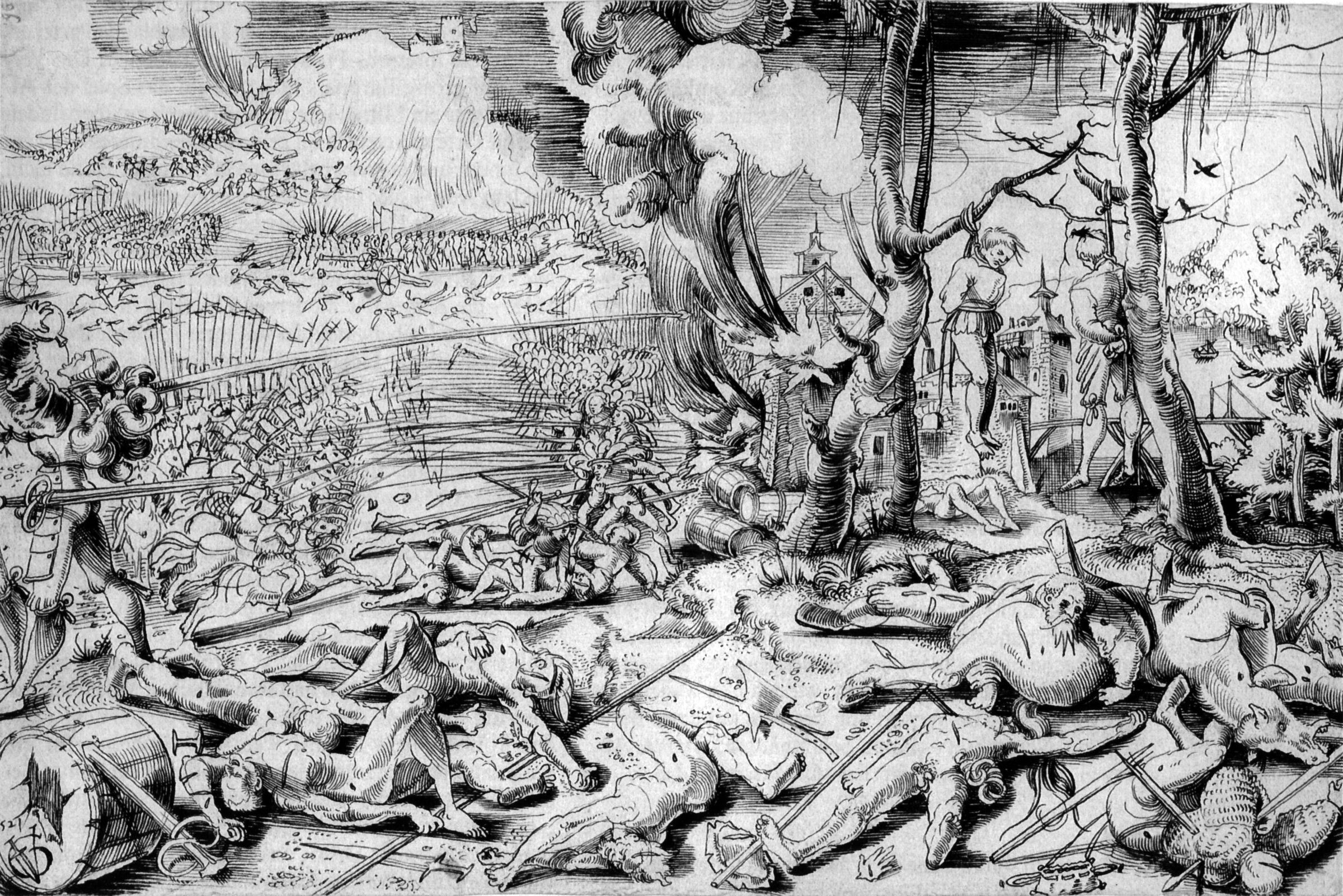
Битва при Мариньяно, гравюра Урса Графа.

Вночі 14 вересня швейцарські капітани, зібравшись на раду, прийняли рішення продовжувати бій, незважаючи на великі втрати від вогню французької артилерії. Король Франції перегрупував свою армію, зібравши всю піхоту разом. Тепер центром французьких військ командував він сам і Тривульціо, лівим флангом — коннетабль Бурбон, а правим — родич короля, герцог Алансонський.
На світанку битва відновилося. Фаланга швейцарців знову рушила на побудови французів. Артилерія, зведена в одну велику батарею, наносила їм ще більш сильного збитку, але все ж в центрі наступаючі змогли захопити кілька гармат. Запеклий контрудар кавалерії на чолі з Франциском I і Баярд змусив швейцарців відійти.
Вдаліше розвивалася їхня атака на правому фланзі, де війська герцога Алансонського почали відступати. Перемога схилялася на сторону швейцарців, але в 8:00 ранку на полі битви прибув загін венеційської легкої кавалерії, яким командував кондотьєр республіки Бартоломео д'Альвіано. Кіннотники д'Альвіано атакували швейцарців з тилу. Наступальний порив швейцарців, знекровлених за два дні битви, вичерпався, а прибуття підкріплення до супротивника негативно вплинуло на їхній бойовий дух. Битва перетворилося на справжню різанину. Через 3:00 залишилися в живих швейцарці, серед яких було багато поранених, почали відступ до Мілану. Перемога залишилася за французами та їхніми союзниками.
Маршал Тривульціо, що півстоліття воював в Італії, назвав бій при Мариньяно «битвою гігантів». Після завершення битви Франциск I був посвячений у лицарі прямо на полі бою.

## Наслідки

### Політичні
Битва при Мариньяно вирішила результат війни. Швейцарці звільнили Ломбардію, а 4 жовтня Франциск I урочисто вступив в Мілан, за володіння яким Франція боролася п'ятнадцять років. 11 грудня відбулася зустріч Франциска і папи в Болоньї, результатом якого стало підписання Болонського конкордату, мирного договору, згідно якого французам віддавалась Парма і П'яченца (були приєднані до Мілану). Пізніше права французів на Мілан визнав і Карл V.
Найважливішим наслідком перемоги при Мариньяно став «вічний мир», укладений між королем Франції та Швейцарською конфедерацією під Фрібуром (29 листопада 1516). За його умовами швейцарці відмовлялися від зазіхань на Мілан (в обмін на грошову компенсацію) і укладали союз з Францією. Король отримував право вербувати найманців в німецьких кантонах Швейцарії. У майбутньому швейцарські загони стануть незмінними учасниками військових кампаній Франциска I і Генріха II, а потім — елітними частинами французької армії. Договір у Фрібурі заклав основи швейцарської політики нейтралітету, припинивши всі спроби розширення Конфедерації на захід і на південь.

### Культурні

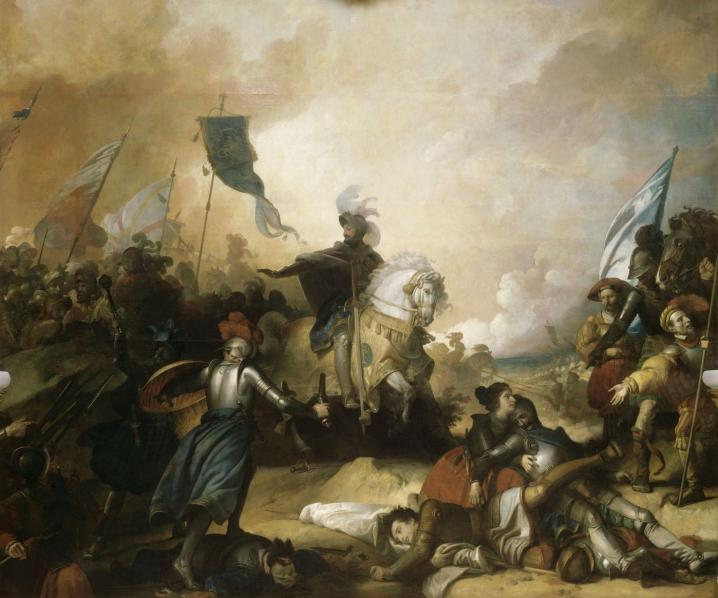
Франциск I при Мариньяно (Олександр-Еваріст Фрагонар).

Після перемоги при Мариньяно Франциск познайомився з великим італійським художником і вченим Леонардо да Вінчі, який жив при дворі Массіміліано Сфорца. Король Франції запропонував Леонардо, що позбувся покровителя, переїхати в його країну. У 1516 р художник прийняв запрошення монарха. З собою він узяв групу учнів і улюблену картину — «Мону Лізу». Так одне з найвідоміших творів живопису у світі опинилось у Франції. В цілому переможний похід Франциска в Італію сприяв поширенню ідей Ренесанса серед французької знаті й інтелектуалів. Роки правління Франциска I і його сина вважаються часом найвищого розквіту французького Відродження.
Учасником битви при Мариньяно був Ульріх Цвінглі — один з лідерів Реформації, а на той момент — 30-річний священик з Гларуса. Своїми очима побачивши винищення тисяч співвітчизників, Цвінглі став противником найманства, хоча до того він із захопленням ставився до подвигів швейцарців на іноземній службі. Через кілька років це призведе до одного з перших конфліктів Цвінглі з папством.

## Значення для розвитку військової справи
Мариньяно стало першою великою поразкою швейцарської піхоти і розвіяло міф про її непереможність. На спеціальній медалі, викарбуваній в 1515 році, портрет Франциска I супроводжувався написом  primus domitor Helvetorum — «перший приборкувач швейцарців».
Хід битви показав, що тактика масованого лобового удару неефективна проти укріплених позицій артилерії. За два дні швейцарці так і не змогли захопити французький табір, який захищався не стільки ландскнехтами, скільки вогнем гармат.
У той же час битва при Мариньяно в черговий раз підкреслила зростаючу роль артилерії на війні. У першій чверті XVI в. артилерія остаточно виділяється в особливий рід військ. Її головним завданням стає винищування живої сили противника, а не перестрілка зі своїми візаві. Цьому сприяв розвиток військово-інженерної думки і, зокрема, підвищення скорострільності і вражаючої здатності гармат.

## У мистецтві
- Франсуа Рабле в другій книзі «Гаргантюа і Пантагрюель» (1533) згадує про величезного швейцарського солдата на прізвисько Бернський Бик, який при Мариньяно зумів прорватися до укріплень французів і заклепати кілька гармат, але згодом був убитий[9].
- Битві при Мариньяно присвячена пісня (шансон) французького композитора Клемана Жанекена.
- У романі Олександра Дюма «Двадцять років по тому» (1845) говориться, що предок Атоса, Ангерран де Ла Фер, бився при Мариньяно і подав королю власну шпагу, коли той зламав свою. Згодом Ангерран був нагороджений орденом Святого Михайла. «То був час гігантів», — підсумовує Атос, очевидно, натякаючи на слова Тривульціо.